# Philippe Demontaut
Philippe Demontaut est né le 21 avril 1945 à Roanne. Artiste « global », il est un photographe, peintre, vidéaste et plasticien.

## Biographie
Issu d’une famille d’artistes, peintre, plasticien, auteur de films et photographe, Philippe Demontaut, poursuit, depuis une cinquantaine d’années, un itinéraire en équilibre instable entre questionnements malicieux et exploration de formes symboliques.
Philippe Demontaut puise à de nombreuses sources nourrissant sa curiosité ; archéologie du cinéma, dispositifs optiques, perspective, topologie, hermétisme et monde de l’enfance. Son itinéraire artistique évoque un véritable périple mental à tendance initiatique traversé par la dérision, la candeur et la révélation de l’absurdité du monde. Ce parcours unique donne à son œuvre un caractère singulier. Sorti de l’école des Beaux -Arts, au début des années soixante - dix, il délaisse rapidement la toile traditionnelle et le collage pour des reliefs de bois et de plexiglas, ainsi que pour des structures géométriques ponctuées de tubes néons. Ses œuvres en bleu et blanc et en bois calciné montrent trois stades d’un processus de transformation à caractère symbolique comme une « loi de correspondance » permettant une interprétation ouverte. Cette période lui fait explorer également sous forme de dessins séquentiels les possibilités illimitées de la topologie et des aberrations perspectives, jouant avec les illusions de la vision et les protocoles de représentations.
Captivé par les spectacles d’ombres chinoises que réalisait son grand-père dans des cabarets de Montmartre, il crée des installations qu’il nomme « dispositifs optiques » manifestant son goût pour les jeux de lumière en mouvement. Réalisant ainsi en 1978 un environnement lumino - cinétique en hommage à Émile Reynaud et son « théâtre optique » de 1889, précurseur du « spectacle cinématographique ».
Viendront ensuite l'œuvre Black Maria en souvenir du premier studio de cinéma d’Edison puis une sculpture avec projection La machine Robertson, fantasmagorie dédiée à Étienne-Gaspard Robert, fantasmagorien oublié.
Installé quelque temps à New-York, il y est proche du courant de la No wave, ce qui lui inspire un film ou plutôt un « anti-film » : Jean- Maurice n’est pas rentré. Filmé dans des décors peints à la Meliés et doté de textes « ballots », agrémentés de poncifs absurdes, le film met en scène un jumeau inepte de Philippe Demontaut dans un monde imprégné de banal, où la barbouille et l’incohérence remplacent la peinture et le bon sens.
Il termine le film à Paris, où il reçoit le soutien du Centre Pompidou qui lui commande une suite : Jean- Maurice crève l’écran. Ce film réalisé en 1982 est une vision contemporaine de l’univers de Lewis Carroll, où l’auteur se révèle un manipulateur volontiers comparé à René Magritte par la trahison des images et celle des sentiments. Il sera projeté au festival de Cannes dans la Quinzaine des réalisateurs en 1982, et obtiendra le prix de « l’œuvre remarquable » au 5e Tokyo Festival en 1983.

Lauréat de la bourse « Villa Médicis hors les murs », décernée par Jean Rouch, Philippe Demontaut entreprend ensuite un voyage sans programme défini vers l’Ouest des États -Unis, en passant par la Louisiane, le Nouveau Mexique et L’Arizona. Avec un regard sensible, il filme et photographie les paysages traversés en voiture et les bayous parcourus en bateau.
Revenu en France, ses photos en noir et blanc, réunies dans des Carnets de l’aventure, seront exposées au Musée de Trouville. L’ensemble des matériaux collectés inspire à Philippe Demontaut un nouveau film comme on raconte à ses amis un voyage de vacances en leur projetant des diapositives. Ce sera Le retour de Jean- Maurice. Le film permet au héros de justifier sa longue absence auprès de ses amis à travers des trucages, les images montrées ne prouvant pas l’authenticité du récit, nous assistons à un jeu d’esquives, la réalité est distordue et la fiction trompeuse. L’auteur, faussaire et illusionniste joue au monteur-montreur-menteur avec une désinvolture amusée. Philippe Demontaut réalise depuis les années 1980 des mises en scène photographiques en noir et blanc de modèles ou d’objets immergés dans des images. Il y reste fidèle à ses thèmes de prédilection : allégories, rêves éveillés, géométrie.
Dans les années 1990, il réunit sous forme d’un recueil, Questions d’observation, des réflexions concernant ses préoccupations récurrentes que sont en particulier : le jeu texte-image, la photo comme expérimentation, la lumière et sa symbolique, la physiognomonie récréative, les schémas utilisés dans les sciences et les religions, les formes ambiguës de la perception, l’archéologie du cinéma et la science optique. Il les ordonne dans une compilation rigoureuse, sous la forme de dix volumes constitués par 100 planches de grands formats dessinés, sorte de « manuscrit à peintures ».
Depuis 2000, un retour d’intérêt pour le mode topologique lui inspire la peinture de personnages à l’anatomie improbable (cous allongés), à l’instar de Lewis Carroll et des animaux issus du bestiaire moyenâgeux. Philippe Demontaut renoue avec de grands thèmes classiques en réalisant à travers des peintures une relecture personnelle de l’iconographie des mythes et des religions du monde.

## Bourses et Prix
- Works of Special Distinction, The 5th Tokyo Video Festival
- 1983 : Bourse Villa Médicis hors les murs, USA
- 1983 et 1986 : FIACRE
- 1995 : Aide aux projets de la ville de Paris
- 2007 : Bourse Emily Harvey Foundation, Venise

## Œuvres

### Collections publiques
- Centre Georges Pompidou Paris :
  - Bibliothèque Kandinsky : Photos
  - Cabinet d’Art Graphique : Collages
  - M.N.A.M. : Films : Jean-Maurice n’est pas rentré, La confidente diabolique, Two-steps
  - Vidéos : Jean-Maurice crève l’écran, Du geste à la parole
- Musée de Trouville : Photos

### Expositions personnelles
- 1978 : Galerie Gillespie de Laage Paris
- 1981 : Galerie Chantal Crousel Paris
- 1981 : Artist’space New-York / 1982 E.L.A.C. Lyon
- 1984 : Musée de Trouville
- 1988 : Rencontres d’Arles

#### Expositions collectives
- 1979 : The dog show, 591 Broadway New-York
- 1988 : Écran total, Studio 43 Paris /
- 1977/1998 : Inventaire du Cabinet d’Art graphique, Centre Georges Pompidou Paris
- 2002 : Les Montaut, une dynastie d’artistes, Mairie d’Oloron- Sainte-Marie Pyrénées-Atlantiques
- 2006 : Le mouvement des images, Centre Georges Pompidou Paris
- 2007 : Inventions et transgressions ; le dessin au XXe siècle

#### Festivals et Lieux de projection
- 1982 : Biennale de Sydney[8] Australie / E.L.A.C. Lyon / Perspective du Cinéma Français Festival de Cannes / 5th Tokyo Video Festival Japon /
- 1984 : 7th Tokyo Video Festival Japon /
- 1986 : 10th Tokyo Video Festival Japon /
- 2006 : Le mouvement des images, DEFILEMENT 1 / Centre Georges Pompidou Paris /
- 2007 : Inventions et transgression le dessin au XXe siècle / Musée des Beaux-Arts et d’Achéologie de Besançon France /
- 2009 : Vidéo et après, J. Dupuy Centre Georges Pompidou Paris. / 2019 Centre Georges Pompidou Paris / Festival FILAF Cinéma Castillet Perpignan France

#### Films et vidéos
- Jean-Maurice n’est pas rentré, film 16 mm, NB ;
- La Pub / Anthologie ;
- Jean-Maurice crève l’écran, vidéo 3/4 de pouce, PAL, 19 min ;
- Lune sans l’autre, vidéo 3/4 de pouce, PAL, 19 min
- Le retour de Jean-Maurice, vidéo 3/4 de pouce, PAL, 72 min ;
- Annette Messager, reine de la nuit[9], vidéo 3/4 de pouce ;
- La confidente diabolique, film 35 mm, NB, 10 min ;
- L’ami Christian, (Christian Boltanski[10]), vidéo 3/4 de pouce Betacam SP, couleur, 6 min 27 s, Production : Télérama , La SEPT ;
- Two-Steps, film d’animation, 35 mm, couleur, 4 min, Production Demontaut ;
- Question d’observation, vidéo Betacam SP, 12 min, Animation Philippe Demontaut. Musique : Groupe Palo Alto Production Centre Georges Pompidou M.N.A.M , C.C.I. ;
- La parade des objets, vidéo Betacam SP, 56 min ;
- Du geste à la parole, à propos de Jean Dupuy[11], 30 min, Production : Centre Georges Pompidou, 2Montaut.

#### Manuscrits à peintures
- Vive Emile Raynaud, coffret pour environnement;
- Black Maria, coffret pour environnement

### Séries photographiques
- Nature mortes à dispositif optique[12]
- Les carnets de l’aventure
- Moi,la comédie, je parle et j’agis, Une prosopopée, Texte de Gilbert Lascault[13]
- De la terre à la lune
- Portraits à dispositif optique